# 조경아 (소설가)
대한민국 소설가, 작가, 작사가.

## 개요
조경아는 대한민국 소설가, 작가, 작사가. 
현재 영종도에서 작가 활동 중. 2018년 장편소설 3인칭 관찰자 시점으로 제 14회 세계문학상 우수상 수상. 노래소설 외롭고 웃긴 가게서 소설을 읽다가 다음카카오 브런치에 추천 연재소설로 선정되기도 했다. 2020년 7월 두번째 장편소설 복수전자를 출간했다. 2023년 8월에는 세번째 장편소설 집 보는 남자 를 안전가옥에서 출간했다.
```
작가
.
소설가
, 
작사가
```

## 활동
- 직장 생활을 하면서 대중가요 작사가로 활동.
- 2018년 장편소설 3인칭 관찰자 시점으로 제 14회 세계문학상 우수상 수상.
- 노래소설 '외롭고 웃긴 가게서 소설을 읽다'가 다음카카오 브런치에 추천 연재소설로 선정.
- 2020년 7월 두번째 장편소설 복수전자를 출간
- 2021년 부터 리디북스 우주라이크소설 프로젝트에 작가로 참여하여 단편소설 출간 중
- 2023년 8월 세번째 장편소설 집보는 남자 출간

### 소설
- 장편소설 3인칭 관찰자 시점 (2018)
- 다음카카오 브런치에서 노래소설 (2018) <외롭고 웃긴가게에서 소설을 읽다> 연재
- 장편소설 복수전자 (2020)
- 리디북스 우주라이크 소설 단편전 참여

```
 2021년 <행복한 남자> 
 2021년 <제발 그 피부과엔 가지마세요>
 2022년 <뜨거운 안녕> 
 2022년 <두렵지 아니한가>
 2023년 <행운이라는 아이>
 2023년 <백번째 생일선물>
 2023년 <기적의 발단>
```

- 청소년 앤솔로지 단편집 <너의 MBTI가 궁금해> 중 <마음을 읽어줘> 편
- 장편소설 <집 보는 남자> (2023)
- 청소년 앤솔로지 단편집 <내 인생의 스포트라이트> 중 <아이돌이 되긴 싫어> 편

### 작사
- 김건모 - 카멜레온
- 김건모 - 아침풍경
- 김건모 - 이빠진 동그라미
- 김건모 - 기분 좋은 날
- 디바 - 여우처럼
- 김희진 - 그대 앞의 나
- 김희진 - 그대 꿈속으로
- EAGLE 5 - 따라하기

## 수상
- 제14회 세계문학상 우수상(3인칭 관찰자 시점) (2018)